# Ramal (madridi metró)
A Ramal vagy más néven a Línea R egy rövid metróvonal Madridban Ópera és Príncipe Pío állomások között. A metróvonal az egyetlen olyan vonal, mely nem számmal, hanem betűvel (R) van jelölve. Hossza mindössze 1095 méter, funkciója az, hogy a 2-es és az 5-ös metróvonalat összekapcsolja a 6-os és a 10-es metróvonallal. Eredetileg a 2-es vonal része volt, ám az eredeti vonal meghosszabbításával ez egy megállónyi szakasz feleslegessé vált.
A vonal 1445 mm-es széles nyomtávolsággal épült meg, a kétvágányú alagútban két négykocsis CAF 3000 sorozatú szerelvény ingázik a két végállomás között. Ópera állomáson csak egy, Príncipe Pío állomáson pedig két peron található.